# Eton College

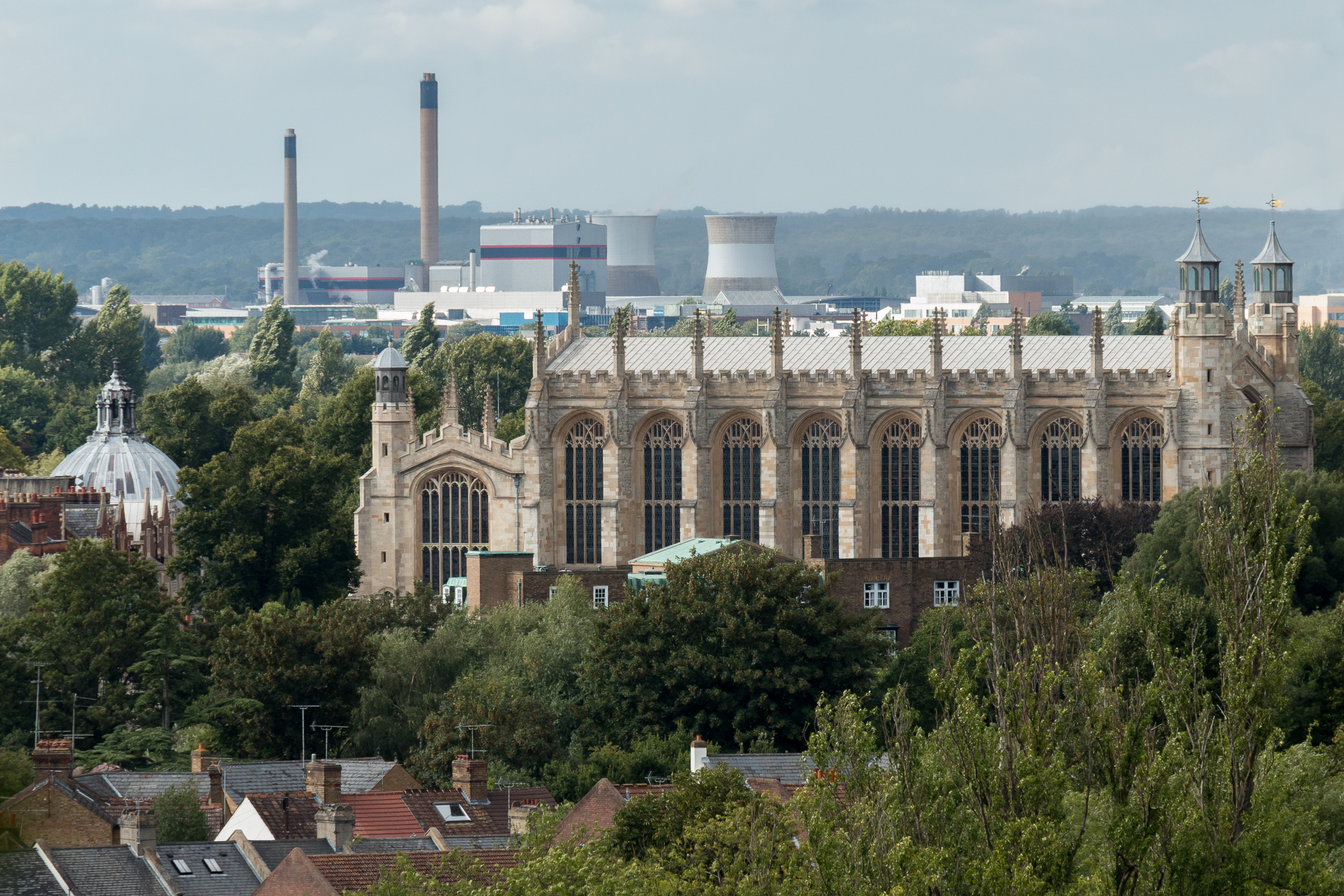
Die Kapelle des Eton College

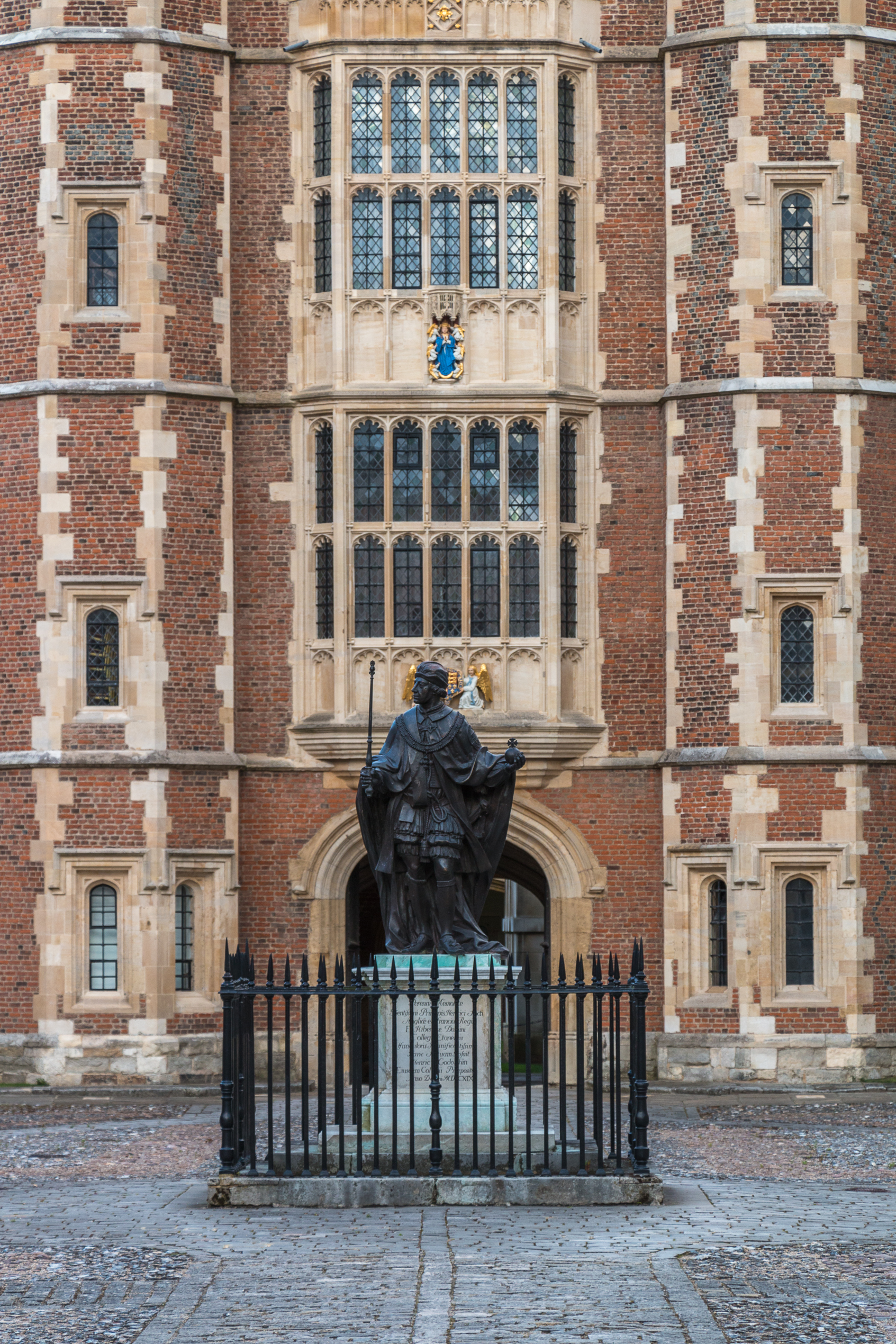
Die Statue des Gründers auf dem Schulhof (School Yard)

Das Eton College ist eine unabhängige, durch Schulgebühren finanzierte weiterführende Schule für Jungen in Eton in der Grafschaft Berkshire im Vereinigten Königreich. Sie zählt zu den exklusiven Privatschulen und wird aus historischen Gründen auch als Public School bezeichnet. Der Public Schools Act von 1868 bestimmte stark die heutige Schule und ermöglichte eine vielfältige akademische Ausbildung.

## College
Am Eton College gehen etwa 1300 Jungen im Alter von 13 bis 18 Jahren zur Schule. Mit Schulgebühren von 17.583 £ (20.393,18 Euro, Stand Schuljahr 2024/25) pro half oder term (dt. Trimester) (wobei drei terms ein Schuljahr bilden) ist die Schule eines der teuersten Internate weltweit. Hinzu kommen weitere Gebühren für den Musikunterricht, Ausflüge usw. sowie die Kosten für die vorgeschriebene Schulkleidung.
Das College genießt weltweit höchsten Ruf und ist für den Einfluss seiner früheren Schüler (sogenannte Old Etonians) sowie seine altertümlichen Traditionen und ureigenen Mannschaftssportarten bekannt. Dazu gehört auch die schwarze Schuluniform. Die Schule wurde von mehreren Vertretern des britischen Königshauses besucht, zudem befinden sich unter ihren ehemaligen Schülern auch 20 britische Premierminister.

## Geschichte
Das King’s College of our Lady of Eton wurde 1440 von Heinrich VI. als Wohltätigkeitsschule gegründet, um 70 armen Schülern eine kostenlose Schulausbildung zu ermöglichen. Heinrich VI. versetzte die Hälfte der Schüler und den Rektor des Winchester College (gegründet 1382) nach Eton. Eton ist diesem College nachgebildet und wurde im 17. Jahrhundert populär.
Zum Eigentum von Eton College gehört der Dorney Lake, ein künstlicher See für Ruder- und Kanurennsportregatten. Dort fanden die Ruder- und Kanurennsportwettbewerbe während der Olympischen Spiele 2012 statt.
Seit 1805 wird jährlich das Eton v Harrow Cricket-Match zwischen Harrow und Eton College im Lord’s Cricket Ground ausgetragen. Die Begegnung gilt als das älteste in Lord’s ausgetragene Match und die älteste noch immer ausgetragene regelmäßige Cricketbegegnung.
Am Eton College werden Latein und Altgriechisch unterrichtet.

## Namhafte ehemalige Schüler (Auswahl)
- Arthur James Balfour, 1. Earl of Balfour (1848–1930), Politiker
- Bira (1914–1985), Rennfahrer

Wappen der Schule

- Robert Boyle (1627–1691), Naturforscher
- Jeremy Brett (1933–1995), Schauspieler
- George Bryan Brummell (1778–1840), Lebemann
- Guy Burgess (1911–1963), Geheimagent
- George Canning (1770–1827), Politiker
- David Cameron (* 1966), Politiker
- Peter Carington, 6. Baron Carrington (1919–2018), Politiker
- Robert Gascoyne-Cecil, 3. Marquess of Salisbury (1830–1903), Politiker
- Piers Courage (1942–1970), Automobilrennfahrer
- Anthony Eden (1897–1977), Politiker
- Henry Fielding (1707–1754), Schriftsteller
- Ranulph Fiennes (* 1944), Forscher
- Ian Fleming (1908–1964), Schriftsteller
- William Ewart Gladstone (1809–1898), Politiker
- Bernard Gordon Lennox, Militär
- George Grenville, Politiker
- William Grenville, 1. Baron Grenville, Politiker
- Charles Grey, 2. Earl Grey (1764–1845), Politiker
- Bear Grylls
- John Gurdon, Biologe
- John Herschel, Astronom
- Tom Hiddleston, Schauspieler
- Aldous Huxley, später auch Lehrer, u. a. von George Orwell
- Boris Johnson (* 1964), Politiker
- John Maynard Keynes, Ökonom
- Ronald Knox, Theologe
- Hugh Laurie, Schauspieler
- Leopold III. (Belgien), Monarch
- Damian Lewis, Schauspieler
- Harold Macmillan (1894–1986), Politiker
- Patrick Macnee, Schauspieler
- Stewart Menzies, Militär
- John Montagu, 4. Earl of Sandwich
- William, Prince of Wales
- Frederick North, 5. Earl of Guilford, Politiker
- Lawrence Oates, Polarforscher
- George Orwell, Schriftsteller, Schüler u. a. von Aldous Huxley
- James Palumbo, Unternehmer
- Matthew Pinsent
- William Pitt, 1. Earl of Chatham, Politiker
- Archibald Primrose, 5. Earl of Rosebery, (1847–1929), Politiker
- Peter Ramsbotham, 3. Viscount Soulbury
- Eddie Redmayne, Schauspieler,
- Jacob Rees-Mogg (* 1969), Politiker
- Tony Rolt, Rennfahrer
- Laurence Saunders
- Charles Shaughnessy, Schauspieler
- Percy Bysshe Shelley, Schriftsteller
- John Strutt, 3. Baron Rayleigh, Physiker
- Prinz Harry, Duke of Sussex
- Frank Turner, Musiker
- Abhisit Vejjajiva (* 1964), Politiker
- Horace Walpole, 4. Earl of Orford, Schriftsteller
- Robert Walpole (1676–1745), Politiker
- Arthur Wellesley, 1. Duke of Wellington, Politiker
- Dominic West, Schauspieler
- Stephen Wolfram, Physiker

## Namhafte ehemalige Lehrer (Auswahl)
- Nicholas Udall (1505–1556), Schulleiter und Autor der frühen englischen Schulkomödie Ralph Royster Doyster
- Aldous Huxley (1894–1963), Schriftsteller

## Rezeption
Ian Flemings Romanfigur James Bond lebt zwischen seinem 13. und 15. Lebensjahr am Eton College, bevor er aufgrund eines Zwischenfalls mit einem Zimmermädchen das Internat verlassen muss. 
In der romantischen Komödie Bridget Jones – Am Rande des Wahnsinns erwähnt die männliche Hauptfigur Mark Darcy, dass es in seiner Familie Tradition sei, dass die Söhne Eton besuchen, und er sich dies für seinen möglichen Sohn auch wünscht. 